# Tlanipatitlán
Tlanipatitlán är en ort i Mexiko.   Den ligger i kommunen Quechultenango och delstaten Guerrero, i den södra delen av landet, 230 km söder om huvudstaden Mexico City. Tlanipatitlán ligger 921 meter över havet och antalet invånare är 186.
Terrängen runt Tlanipatitlán är lite bergig, och sluttar österut. Runt Tlanipatitlán är det ganska glesbefolkat, med 40 invånare per kvadratkilometer. Närmaste större samhälle är Quechultenango, 10,9 km nordväst om Tlanipatitlán. Omgivningarna runt Tlanipatitlán är huvudsakligen savann.